# Joacim Lindoff
Joacim Lindoff, född 1973, är en svensk civilekonom och företagsledare.
Lindoff tillträdde som verkställande direktör och koncernchef för Arjo år 2017. Han anställdes i Getinge år 1999 och har haft flera befattningar inom Getingekoncernen, bland annat som tillförordnad VD från augusti 2016. Han har även haft ledande positioner inom Nibe, samt varit styrelseordförande i branschorganisationen Swedish Medtech.
Lindoff har en civilekonomexamen från Lunds universitet.